# Sophie Neveu
Sophie Neveu är en litterär figur i Dan Browns bästsäljande spänningsroman Da Vinci-koden och i filmen med samma namn. Hon är barnbarn till Jacques Saunière, intendent på museet i Louvren. Hon är kryptolog och arbetar inom den franska polisen.
Sophie uppfostrades av sin farfar från en tidig ålder, efter att hennes föräldrar omkommit i en bilolycka. Hennes farfar brukade kalla henne "Prinsessan Sophie" och lärde henne att lösa komplicerade pussel. Som ung flicka upptäckte hon oavsiktligt en konstig nyckel i sin farfars rum, försedd med initialerna "PS". Senare, som collegestudent, gjorde hon ett överraskande besök i sin farfars hus i Normandie och observerade tyst och förskräckt hur hennes farfar deltog i hieros gamos, en sexuell ritual. Incidenten ledde till att hon kapade kontakten med sin farfar. De talade inte med varandra under tio års tid, och nästa gång hon såg honom låg han död, mördad, på golvet i Grande Galerie i Louvren.
Sophie får i slutet av boken reda på att hon är en ättling till merovingerna och en levande ättling till den historiske Jesus. Hon börjar misstänka detta först när Sir Leigh Teabing avslöjar sanningen om den heliga graal, men avfärdar idén när Langdon berättar för henne att varken hennes eller hennes farfars efternamn är merovingiska namn. I själva verket, som hon senare får reda på, hade hennes föräldrar och förfäder ändrat sitt familjenamn till Plantard och Saint-Clair, för att skydda ätten.
I filmen innehas rollen som Sophie av den franska skådespelerskan Audrey Tautou.